# Futbol'ny Klub Neman Hrodna
El Futbol'ny Klub Neman Hrodna és un club belarús de futbol de la ciutat de Hrodna.

## Història
Evolució del nom:
- 1964: Neman Grodno
- 1972: Chemik Grodno
- 1992: Neman Hrodna

## Futbolistes destacats
- Aleksandr Prohorov
- Siarhei Hurenka
- Dmitri Rovneyko
- Aleksandr Sulima

## Palmarès
- Copa belarussa de futbol (1):
  - 1993